# Barata-cascuda
A barata-cascuda (nome científico: Leucophaea maderae), também conhecida como barata-d'água, é uma barata do género Rhyparobia e da famíla Blaberidae. Pode atingir cerca de 45 milímetros de comprimento, possui distribuição cosmopolita e hábitos domésticos.
Muito encontrada nas regiões meridionais do globo, no Brasil, na região norte e nordeste do país. Em especial nos estados do Pará e Amazonas, devido a grande concentração da família Blaberidae. Ocorre no Caribe, América do Sul e América do Norte.